# Oxycera madagassica
Oxycera madagassica är en tvåvingeart som först beskrevs av Lindner 1966.  Oxycera madagassica ingår i släktet Oxycera och familjen vapenflugor.
Artens utbredningsområde är Madagaskar. Inga underarter finns listade i Catalogue of Life.